# Berliner Illustrirte Zeitung
Berliner Illustrirte Zeitung (BIZ, с нем. — «Берлинская иллюстрированная газета») — немецкая еженедельная газета, выходившая в Берлине с 1892 по 1945 год. В годы издания газеты концерном Ullstein Verlag она одной из первых брала на вооружение новинки фотожурналистики, её методы и формат перенимались популярными изданиями за рубежом, а дешевизна сделала её легко доступной (в последние годы Веймарской республики тираж газеты доходил до 2 миллионов). В годы нацистского режима газета использовалась как орудие государственной пропаганды и после Второй мировой войны перестала существовать. С 1984 года под названием Berliner Illustrirte Zeitung издаётся воскресное приложение к газете Berliner Morgenpost.

## История
Первый номер Berliner Illustrirte Zeitung увидел свет 4 января 1892 года. С этого момента она публиковалась еженедельно по четвергам. Основателем газеты был Отто Айслер, к этому времени уже издававший сатирический журнал Lustige Blätter. С издательством Айслера сотрудничали такие видные графики как Генрих Цилле и Лионель Фейнингер, но первоначально новая газета не нашла отклика у публики. Некоторое время спустя её издание начал спонсировать Леопольд Улльштайн, но между издателями довольно быстро начались принципиальные разногласия по вопросу о том, какая тематика должна преобладать в материалах газеты. Айслер полагал, что читателей должны привлекать скандалы и убийства, тогда как Улльштайн ориентировался на более жизнелюбивые темы. В итоге через девять месяцев Улльштайн полностью выкупил у Айслера контроль над Illustrirte. После смерти Леопольда Улльштайна его дело продолжили его сын Франц и Герман Дюпон. Главным редактором долгие годы оставался Курт Карфункельштейн, позже «облагородивший» свою фамилию, став Корфом.
Постепенно в иллюстрированных материалах берлинской газеты рисованные изображения стали вытесняться фотографиями. BIZ стала флагманом мировой фотожурналистики как первое массовое издание с фотографическими иллюстрациями к статьям. Это стало возможным со внедрением в 1901 году технологии офсетной печати и растровой графики, что позволило значительно ускорить процесс по сравнению с использовавшимися до этого деревянными клише. На пользу Illustrirte, уже в 1900 году издававшейся тиражом в 100 тысяч экземпляров, пошли начавшиеся в 1904 году продажи через уличных газетчиков, и к 1910 году тираж достиг полумиллиона. Помимо новшеств в процессе иллюстрирования, издательство Ullstein Verlag также вкладывало средства в удешевление процесса производства бумаги и в наиболее эффективные печатные прессы, благодаря чему продажная стоимость газеты в 1910-е годы составляла всего 10 пфеннигов. В 1914 году BIZ распродавалась тиражом в миллион экземпляров.

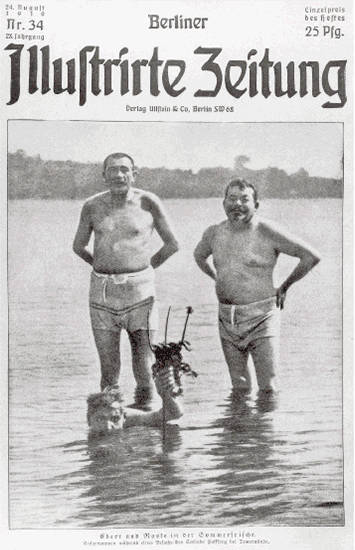
Обложка номера за 24 августа 1919 года: Фридрих Эберт и Густав Носке в плавках

В BIZ публиковались статьи об экзотических странах, светские сплетни, интервью со знаменитостями. После начала Первой мировой войны репортёры газеты готовили материалы в окопах, лазаретах и на аэродромах. В годы рекордных (в том числе трансконтинентальных) перелётов в берлинском издании публиковались их фотографии на целый разворот; интерес публики вызывали также панорамные снимки, сделанные из корзины высотных аэростатов. Штатным фотографом Illustrirte был Мартин Мункачи, регулярно публиковавший в газете фоторепортажи со спортивных соревнований. С BIZ сотрудничали Жермена Круль, Андре Кертес, Морис Табар, Лотта Якоби, Умбо и другие известные фотографы.

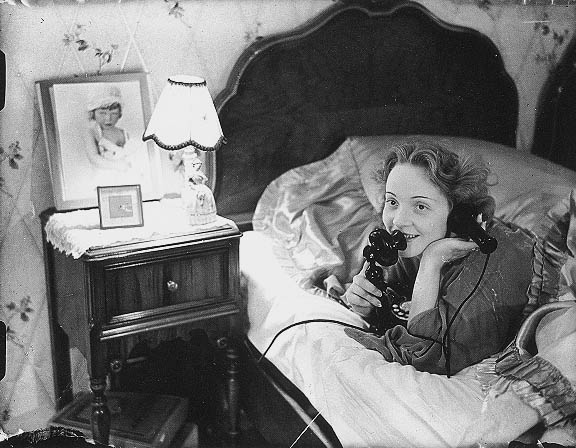
Марлен Дитрих, фотография Э. Заломона, 1930 год

Публикации и отдельные изображения в BIZ неоднократно вызывали общенациональный резонанс. Так, первую страницу номера от 24 августа 1919 года занимала большая фотография только что избранного рейхспрезидента Фридриха Эберта в компании министра рейхсвера Густава Носке. Оба политика были запечатлены по колено в воде в коротких плавках, что вызвало скандал среди консервативной части публики. Сенсационными стали фото, сделанные Эрихом Заломоном в 1928 году на одном из самых шумных процессов в истории Веймарской республики: хотя проносить в зал суда фотоаппараты было запрещено, репортёр, которого Deutschlandfunk называет одним из первых папарацци, разработал целый ряд способов, позволявших обойти запрет, включая полую внутри книгу, специально подготовленную шляпу и повязку на руке. BIZ заключила с Заломоном эксклюзивный контракт и в дальнейшем часто публиковала его фотографии знаменитостей в неформальной обстановке — включая знаменитый фотопортрет Марлен Дитрих 1930 года. В 1931 году фурор произвёл фотоочерк Вилли Руге Ich fotografiere mich beim Absturz mit dem Fallschirm («Я фотографирую себя во время парашютного прыжка»).
Издатели Illustrirte одними из первых внедряли в своей газете главные новинки в мире фотографии и фотожурналистики. В последние годы существования Веймарской республики тираж газеты достиг двух миллионов экземпляров, её формат и методы фотожурналистики перенимали такие зарубежные издания, как Life (США) и Picture Post (Великобритания). Успех BIZ лёг в основу издательской империи Улльштайнов, выпускавшей множество других газет и журналов, а также книг. Однако после прихода к власти в Германии нацистов в 1933 году еврейское семейство Улльштайнов потеряло контроль над этой медиаимперией. В том же году Курту Корфу-Карфункельштейну пришлось бежать из Германии в США, где он сыграл важную роль в преобразовании журнала Life. Другие еврейские сотрудники газеты не успели покинуть страну и оказались в концлагерях — в их числе Эрих Заломон, погибший в Освенциме в 1944 году. BIZ пережила «арианизацию», с 1937 года её выпускало издательство Deutscher Verlag, аффилированное с Центральным издательством НСДАП.

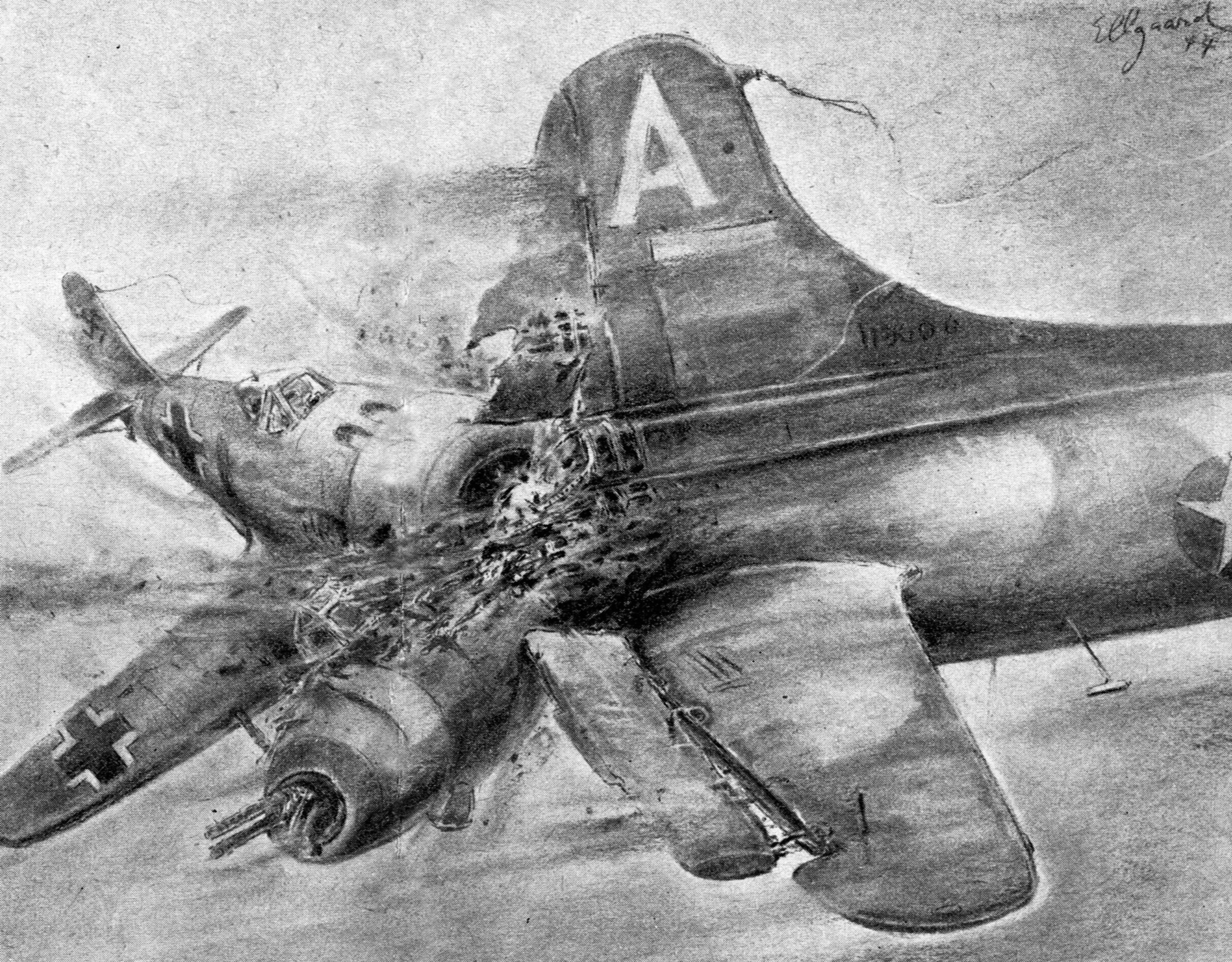
Иллюстрация 1944 года

Сознавая ценность Illustrierte (теперь выходившей с грамматически правильным названием), нацистское руководство позволяло газете на протяжении определённого времени сохранять аполитичность, посвящая основной объём публикациям о путешествиях, светским сплетням и романам с продолжением и проводя линию партии крайне осторожно. Только после начала Второй мировой войны газета наконец стала открыто пропагандистским органом, публикующим репортажи о военных победах. В итоге её последний номер увидел свет 29 апреля 1945 года, и после окончания войны она не издавалась.
В 1956 году издатель Аксель Шпрингер, бывший поклонником довоенной BIZ, выкупил права на торговые марки издательства Ullstein Verlag у семейства Улльштайн и в дальнейшем использовал их в своём издательстве. Благодаря этому название Berliner Illustrirte Zeitung несколько раз в послевоенные годы использовалось для одноразовых памятных изданий (одно из которых было приурочено к государственному визиту президента США Джона Кеннеди в Западную Германию). Наконец, в 1984 году название Berliner Illustrirte Zeitung было на постоянной основе присвоено воскресному приложению к газете Berliner Morgenpost. С 2002 года используется исторический логотип старого издания, а на первую страницу вернулись крупноформатные фотографии.

## Комментарии
1. ↑  В названии издания немецкое слово illustrierte исторически писалось без первой буквы e[2]; в последние годы издания использовалась грамматически правильная форма[3].